# Џејмстаун (Вашингтон)
Џејмстаун (енгл. Jamestown) насељено је место без административног статуса у америчкој савезној држави Вашингтон.

## Демографија
По попису из 2010. године број становника је 361.
| Група             | 2000.    | 2010.       |
| Белци             | 0 (0,0%) | 285 (78,9%) |
| Афроамериканци    | 0 (0,0%) | 2 (0,6%)    |
| Азијати           | 0 (0,0%) | 3 (0,8%)    |
| Хиспаноамериканци | 0 (0,0%) | 14 (3,9%)   |
| Укупно            | 0        | 361         |